# Taťjana Tolstá
Taťjana Nikitična Tolstá (rusky Татьяна Никитична Толстая; * 3. května 1951, Leningrad, SSSR) je ruská spisovatelka, vnučka ruského spisovatele Alexeje Nikolajeviče Tolstého a také příbuzná Lva Nikolajeviče Tolstého.

## Život a dílo
Na Petrohradské státní univerzitě studovala klasickou filologii (latinu a řečtinu).

### České překlady
- Fakír a jiné povídky (orig. 'На золотом крыльце сидели'). 1. vyd. Praha: Mladá fronta, 1996. 181 S. Překlad: Alena Morávková a Kamil Chrobák